# یواس‌اس ولیانت (اس‌پی-۵۳۵)
یواس‌اس ولیانت (اس‌پی-۵۳۵) (به انگلیسی: USS Valiant (SP-535)) یک کشتی بود که طول آن ۶۰ فوت (۱۸ متر) بود. این کشتی در سال ۱۸۹۶ ساخته شد.